# Vignale, Haute-Corse
Vignale là một xã ở tỉnh Haute-Corse trên đảo Corse, Pháp.